# Adam & Yves
Adam & Yves là một bộ phim hạng X năm 1974 được thực hiện cho những khản giả đồng tính nam. Bộ phim được chú ý cao bởi một đoạn phim trái phép của Greta Garbo, giúp đây trở thành bộ phim có sự xuất hiện cuối cùng của nữ minh tinh này.
Lấy bối cảnh ở Paris, Pháp vào mùa hè, Adam & Yves chủ yếu xoay quanh về người đàn ông Pháp Yves (Marcus Giovanni) và người tình Mỹ của anh, hướng dẫn viên Adam (Michael Hardwick). Cả hai người đàn ông đã cùng ân ái với nhau, nhưng họ lại không kết thúc với nhau bằng một mối tình dài lâu cũng như Yves đã quyết định không chia sẻ bất cứ thông tin cá nhân nào của mình.
Trong khi thực hiện bộ phim, đạo diễn Peter De Rome đã theo dõi Greta Garbo tại Thành phố New York, nơi cựu ngôi sao đang nghỉ hưu. Sau khi tìm kiếm, De Rome, đã quay lén cảnh Garbo đi xung quanh First Avenue. Cảnh quay này đã được xuất hiện trong Adam & Yves, nơi nhân vật Adam gặp gỡ ngôi sao kỳ cựu này. Đoạn phim này đã được sử dụng nhưng không được Garbo hay biết hay cho phép, cô đồng thời cũng không được trả cát-sê cho cảnh quay này.